# Gymnocypris przewalskii
Gymnocypris przewalskii är en fiskart som först beskrevs av Kessler, 1876.  Gymnocypris przewalskii ingår i släktet Gymnocypris och familjen karpfiskar. Inga underarter finns listade i Catalogue of Life.